# Mentzelia tricuspis
Mentzelia tricuspis är en brännreveväxtart som beskrevs av Asa Gray. Mentzelia tricuspis ingår i släktet Mentzelia och familjen brännreveväxter. Inga underarter finns listade i Catalogue of Life.

## Bildgalleri

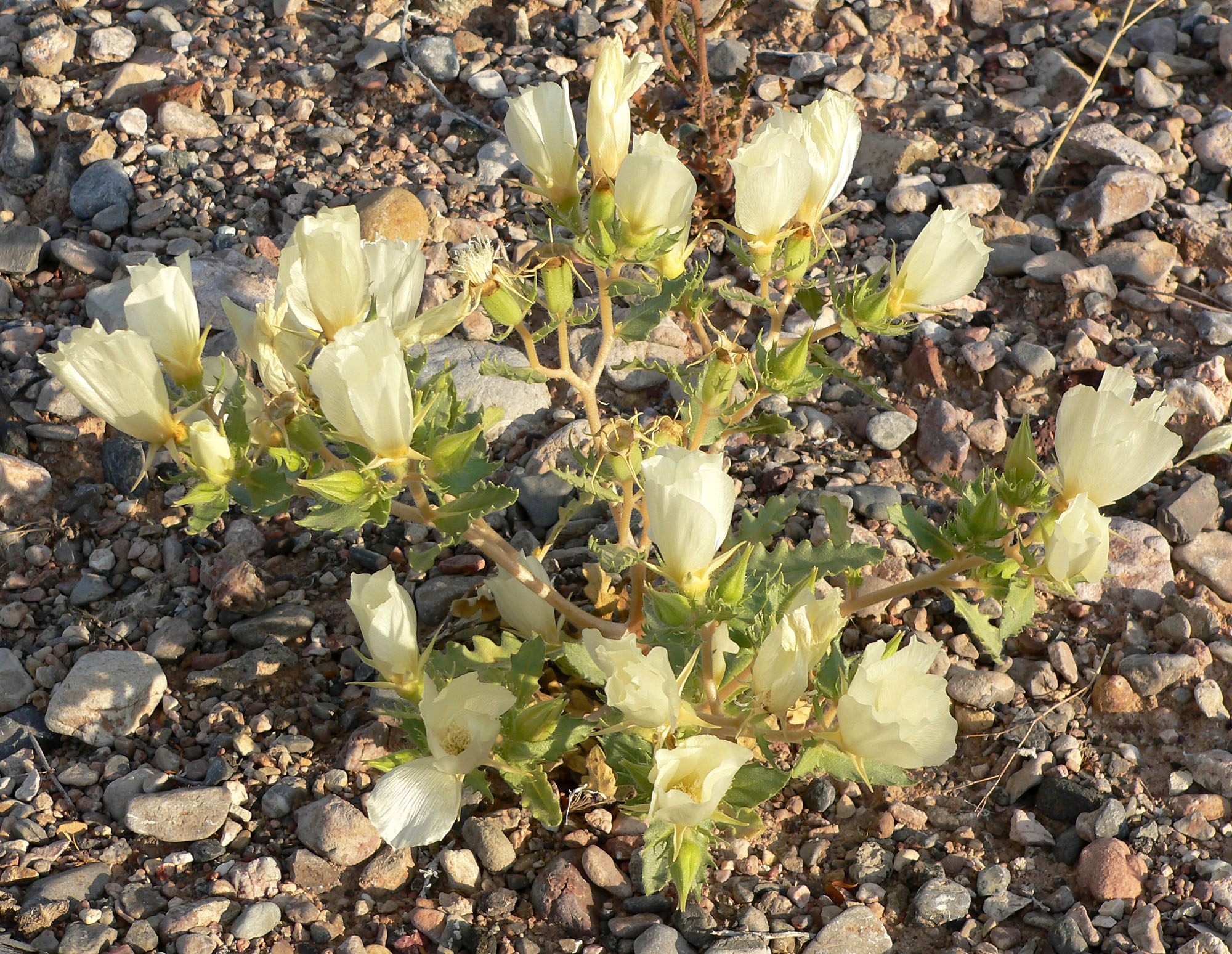
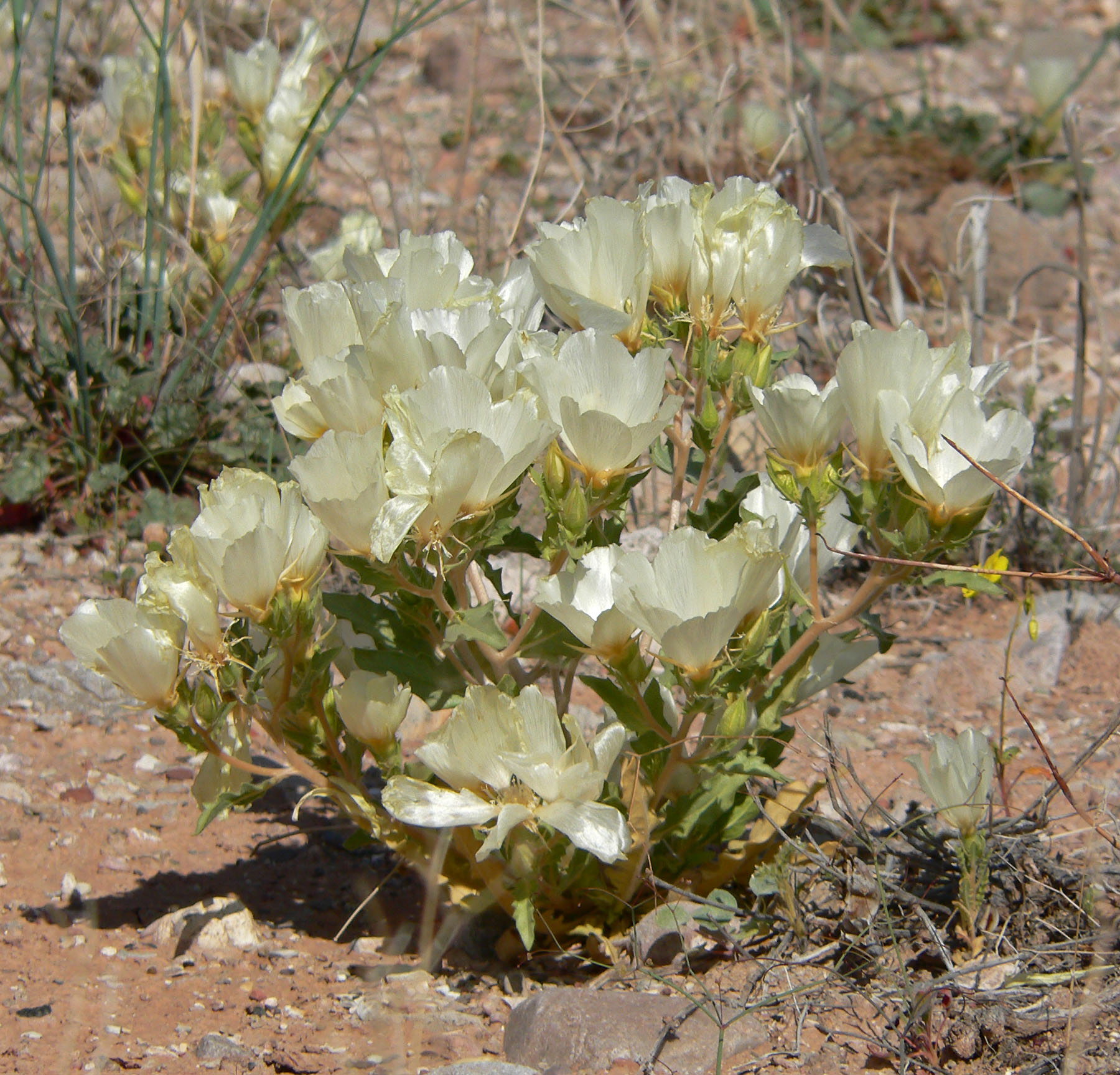
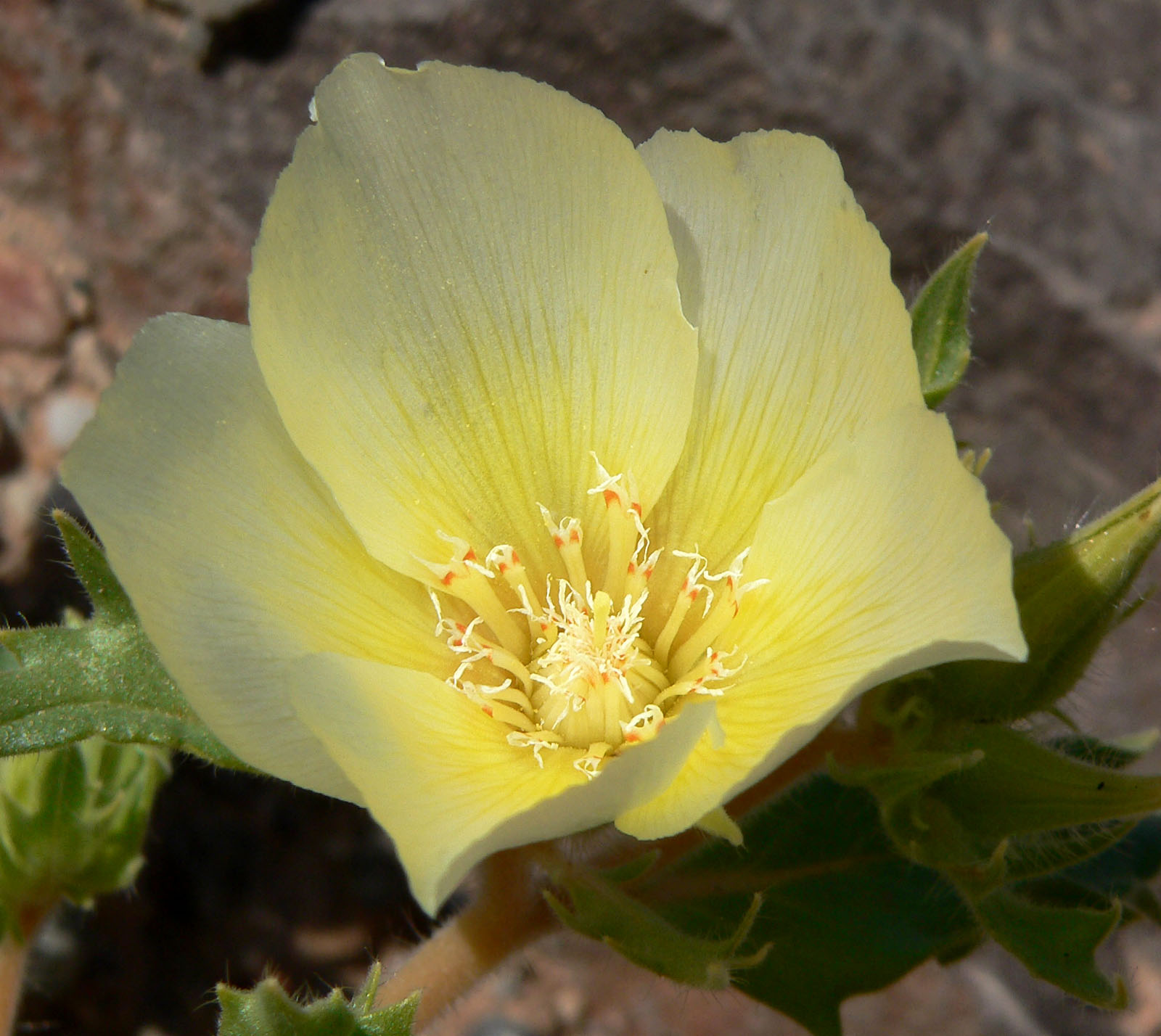
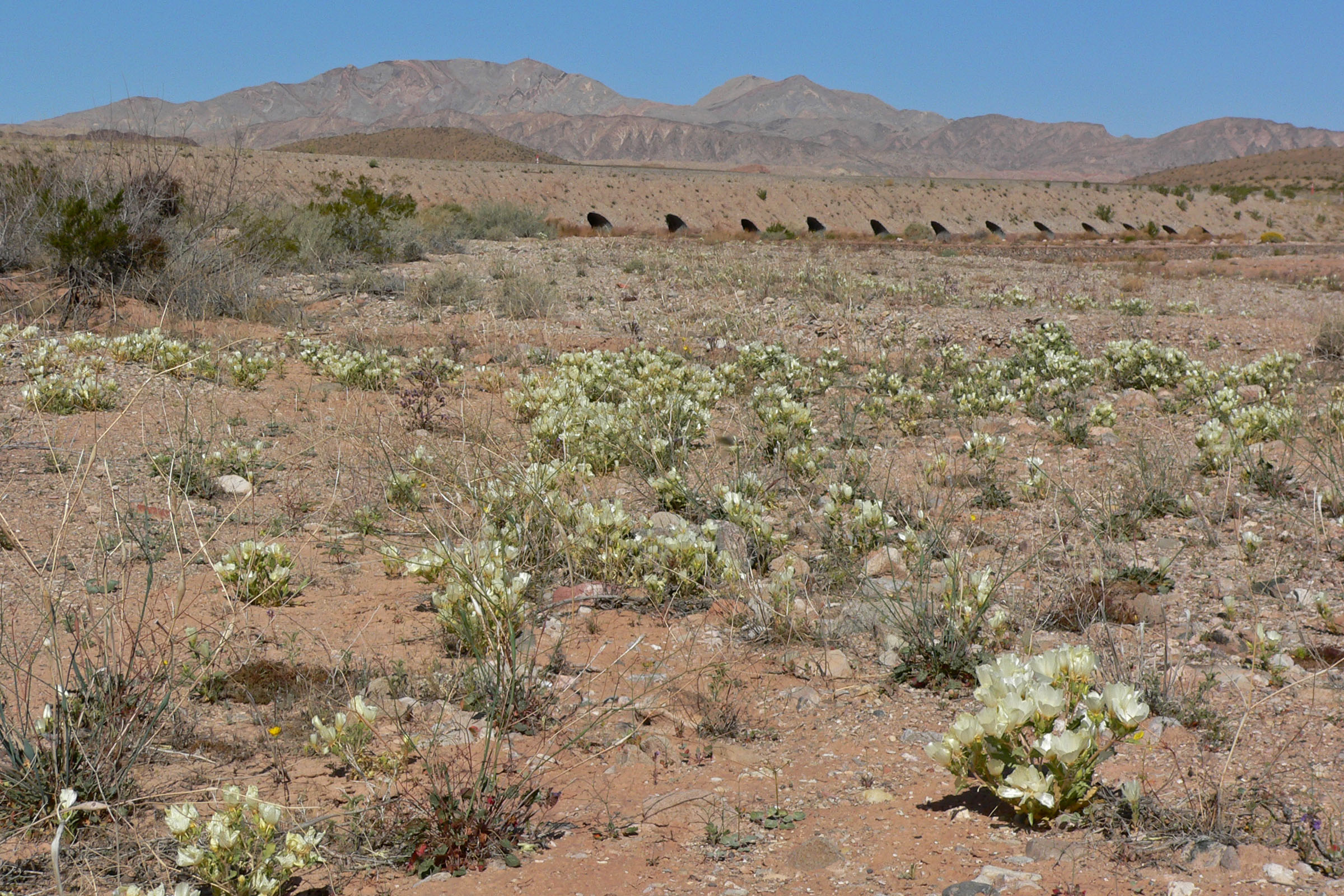
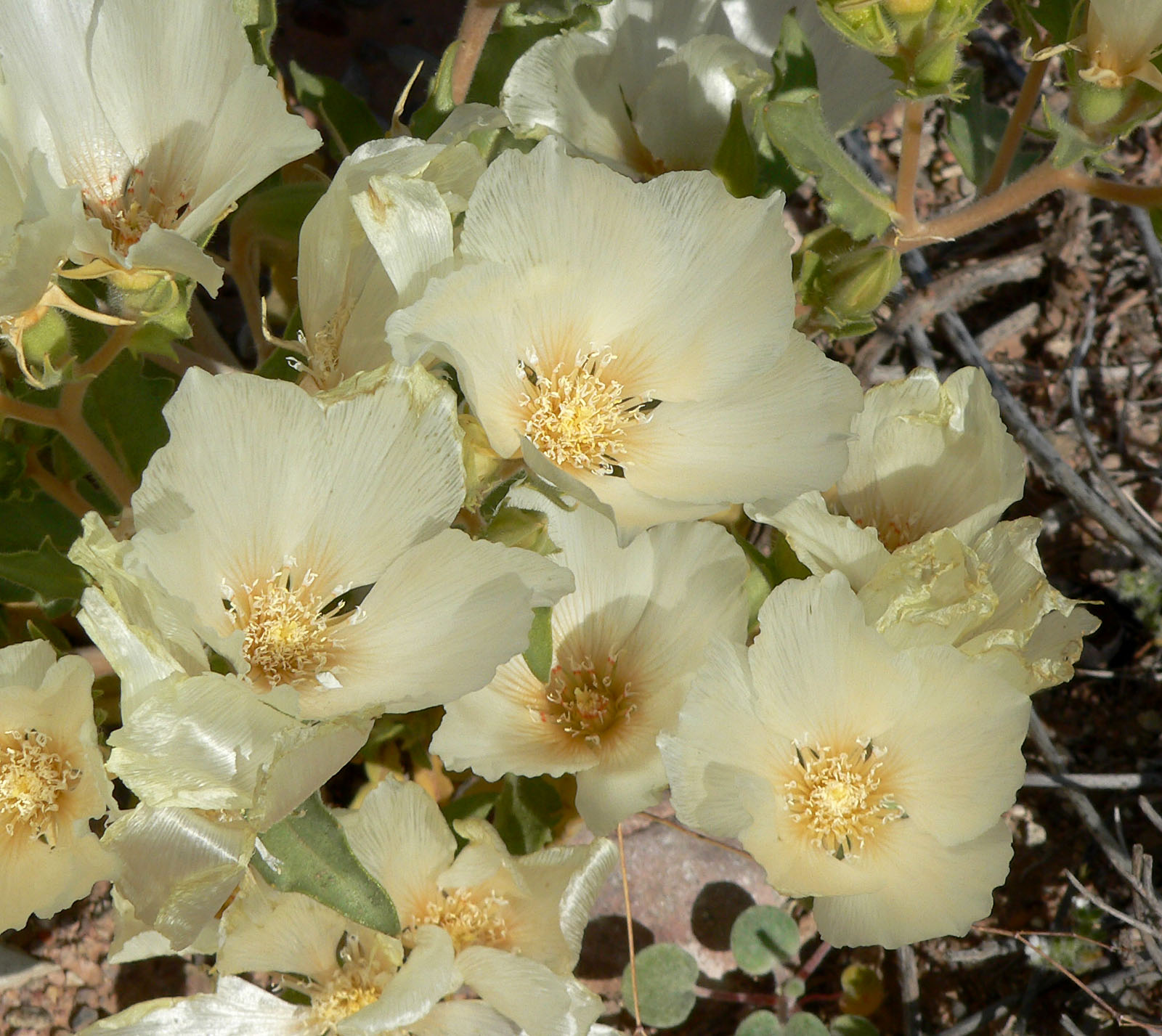
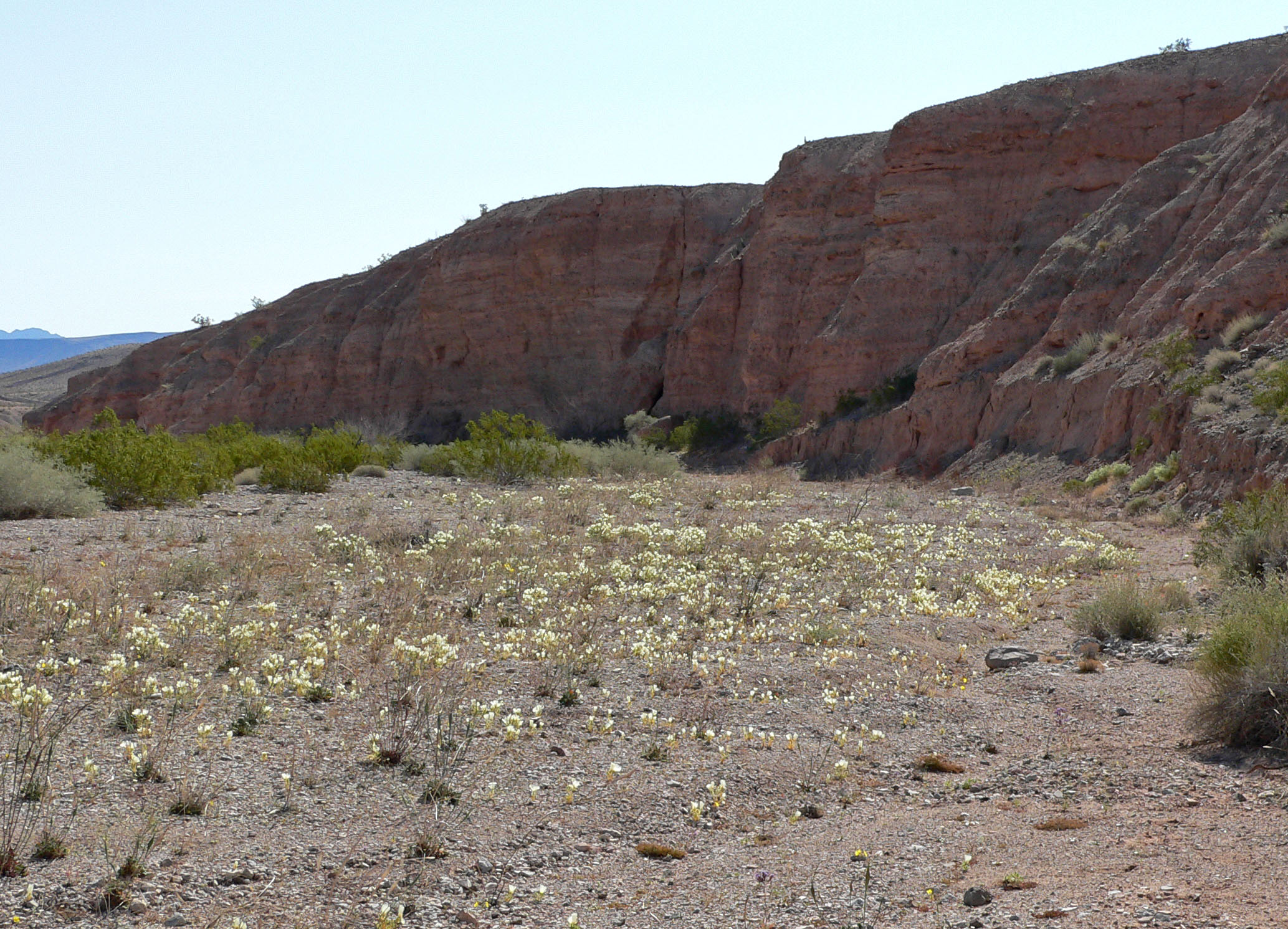